# Julius Herf
Julius Herf (* 1901; † unbekannt) war ein deutscher Jurist. Er wurde vor allem bekannt als Chefankläger der Entnazifizierungsverfahren im Staat Bayern nach dem Zweiten Weltkrieg.

## Leben und Tätigkeit
Nach dem Schulbesuch studierte Herf Rechtswissenschaften. Er muss, da er einen Doktorgrad führte, promoviert haben, eine Dissertation ist in den Katalogen aber nicht mehr nachweisbar. Ab Ende der 1920er Jahre war Herf bei der Staatsanwaltschaft in Berlin beschäftigt. 
1933 wurde Herf zur Unzuchtstelle des Berliner Polizeipräsidiums strafversetzt. 1936 wurde Herf in den Ruhestand versetzt. Diese Maßnahme könnte mit Herfs Ablehnung des NS-Staates, aber auch mit Gerüchten, dass er homosexuell war, im Zusammenhang gestanden haben. Anfang der 1930er Jahre soll der Strafverfolger aufgrund seines Schwulseins in der Berliner Unterwelt als „die schwule Jule“ bekannt gewesen sein. Laut Kay Schiller wurde Herf ohne weitere Repressalien bei vollen Bezügen in den einstweiligen Ruhestand geschickt, da man ihn wegen seiner sexuellen Orientierung loswerden wollte, ihm aber keine Straftat nach Paragraph 175 StGB nachweisen habe können.
Da Herf als „ein besonders scharfer Anti-Nazi“ galt, wurde er von der amerikanischen Besatzungsmacht im Jahr 1946 als öffentlicher Ankläger für die im Gebiet des Staates Bayern durchgeführten Spruchkammerverfahren gegen Personen, die im Verdacht standen, sich während der NS-Herrschaft schwerer Verfehlungen schuldig gemacht zu haben, im Zuge der sogenannten Entnazifizierung, ausgewählt. Als 1. Staatsanwalt beim Generalkläger des Sonderministeriums der bayerischen Regierung für Entnazifizierung mit Verantwortlichkeit für die Sachbearbeitung der „Großfälle der Entnazifizierung“ fungierte er in den Nachkriegsjahren z. B. als Ankläger von Emmy Göring, der Witwe von Hermann Göring, und gegen Mathilde Ludendorff, die Witwe von Erich Ludendorff. Weitere Personen, gegen die er die Anklage führte, waren der Industrielle Günther Quandt und Franz Josef Popp.
Herf soll aufgrund seines „beißenden Witzes“, seiner „kalten Logik“ und seines „forschen Tons“ bei den Angeklagten der bayerischen Spruchkammern gefürchtet gewesen sein.